# Aoxomoxoa
| Recensione                    | Giudizio |
| ----------------------------- | -------- |
| AllMusic                      | [ 1 ]    |
| Encyclopedia of Popular Music | [ 2 ]    |
| The Village Voice             | A        |
| Piero Scaruffi                | [ 3 ]    |

Aoxomoxoa è il terzo album in studio dei Grateful Dead pubblicato nel 1969.

## Descrizione
Originariamente, avrebbe dovuto intitolarsi Earthquake Country. È l'album dove Robert Hunter diviene ufficialmente paroliere del gruppo, dopo aver già collaborato con i Grateful Dead in Dark Star e Alligator (quest'ultima da Anthem of the Sun).
È inoltre il secondo e ultimo album di studio in cui figura Tom Constanten come componente ufficiale del gruppo: il tastierista infatti abbandonerà il complesso agli inizi dei settanta. La rivista Rolling Stone ha commentato questo album con le parole: «nessun'altra musica esprime uno stile di vita così delicato, amorevole e vitale». Aoxomoxoa rappresenta una svolta rispetto al precedente Anthem of the Sun: a differenza di quello, che tentava di riprodurre le stesse emozioni di un concerto, con questo lavoro il gruppo cercò (per la gioia della Warner Bros.) di comporre e incidere canzoni più ordinate, meno caotiche, più orecchiabili. Ciononostante, l'album si rivelò un insuccesso commerciale.
Il disco venne completamente remixato nel 1971, cancellando e rivisitando l'intera registrazione originale del '69: anche l'attuale versione in CD si rifà alla versione remixata.
Il titolo dell'album è un palindromo (il cui significato non è mai stato spiegato), creato da Rick Griffin (autore della copertina) e Robert Hunter (autore dei testi): è stata tuttavia suggerita un'ipotesi interessante, dove "AO" richiamerebbero la forma greca abbreviata di alpha e omega, quindi il principio e la fine, la "X" come simbolo di intersezione tra le cose e l'"OM" col significato tantrico di infinito, il tutto ripetuto nella forma palindroma per rappresentare la ciclicità delle cose.
Il nome del gruppo, "Grateful Dead", sulla copertina è crittografato e si può leggere anche come "We ate the acid". La specularità del titolo dell'album viene ripresa anche nella copertina: se viene posto uno specchio sull'asse centrale della copertina, si riprodurrà esattamente la stessa immagine, con l'unica eccezione del nome della band, che mantiene comunque forme simili.
Nel 1991, la rivista Rolling Stone ha posizionato la copertina di Aoxomoxoa all'ottavo posto nella classifica delle 100 migliori copertine di tutti i tempi. Sul retro compare, insieme alla famiglia, Courtney Love all'età di cinque anni.
Fra i musicisti guest star dell'album figura John Dawson, cofondatore con Jerry Garcia degli New Riders of the Purple Sage.

## Tracce
- Tutti i brani sono di Jerry Garcia e Robert Hunter eccetto St. Stephen (di Garcia, Hunter e Phil Lesh).

### Versione originale su LP (1969)
Lato A
1. St. Stephen – 4:26
2. Dupree's Diamond Blues – 3:32
3. Rosemary – 1:58
4. Doin' That Rag – 4:41
5. Mountains of The Moon – 4:02

Lato B
1. China Cat Sunflower – 3:40
2. What's Become of the Baby – 8:12
3. Cosmic Charlie – 5:29

### Riedizione su CD (2003)
- Tutti i brani sono di Jerry Garcia e Robert Hunter eccetto St. Stephen (di Garcia, Hunter e Phil Lesh) e Clementime Jam, Nobody's Spoonful Jam e The Eleven Jam, di Garcia, Mickey Hart, Bill Kreutzmann, Phil Lesh, Ron McKernan, e Bob Weir.

1. St. Stephen – 4:26
2. Dupree's Diamond Blues – 3:32
3. Rosemary – 1:58
4. Doin' That Rag – 4:41
5. Mountains of The Moon – 4:02
6. China Cat Sunflower – 3:40
7. What's Become of the Baby – 8:12
8. Cosmic Charlie – 5:29
9. Clementine Jam – 10:46
10. Nobody's Spoonful Jam – 10:04
11. The Eleven Jam – 15:00
12. Cosmic Charlie (live) – 6:47

## Formazione
- Jerry Garcia - chitarra, voce
- Bob Weir - chitarra, voce
- Tom Constanten - tastiere
- Ron "Pigpen" McKernan - organo
- Phil Lesh - basso, voce
- Bill Kreutzmann - percussioni
- Mickey Hart - percussioni
- Robert Hunter - paroliere